# Antena 2
Antena 2 es una cadena de radio colombiana de programación deportiva, propiedad de RCN Radio. Transmite los partidos de la Dinayor de la selección Colombia, fútbol internacional, Fórmula 1, ciclismo, béisbol, entre otros. Su programación se transmite en su totalidad por sus emisoras en Bogotá, Medellín y Cali. En el resto del país, su programación se emite de forma parcial al compartir frecuencias con las estaciones en la banda AM de Alerta. 
Por decisión de RCN Radio, a finales de 2019, Antena 2 dejó de emitir en las ciudades de Bucaramanga, Pereira y Sogamoso. Las estaciones de la cadena fueron devueltas al Estado a través del Ministerio de las TIC.

## Frecuencias
| Ciudad       | Frecuencia | Código de identificación |
| ------------ | ---------- | ------------------------ |
| Armenia      | 1400 AM*   | HJHM                     |
| Barranquilla | 1400 AM**  | HJAS                     |
| Bogotá       | 650 AM***  | HJKH                     |
| Cali         | 1030 AM    | HJDT                     |
| Cartagena    | 1270 AM*   | HJAR                     |
| Cúcuta       | 1210 AM**  | HJE65                    |
| Ibagué       | 1420 AM*   | HJLE                     |
| Manizales    | 1450 AM*   | HJNL                     |
| Medellín     | 670 AM     | HJPL                     |

(*) Frecuencia compartida con Alerta.

(**) Frecuencia compartida con La FM.

(***) Retrasmite la señal de Alerta Bogotá FM a partir de la 1 de la tarde.

## Frecuencias Anteriores
Antena 2 contaba con frecuencias en las siguientes ciudades:
- Bucaramanga 1480 AM, frecuencia devuelta al estado a través del Ministerio de las TIC.
- Cali 980 AM, años más tarde pasa a 1030 AM, frecuencia que tiene hoy en día.
- El Espinal 1050 AM, (Compartida con La Cariñosa).
- Neiva 1100 AM, años después pasa a 1340 AM (Compartida con La Cariñosa).
- Pereira 1330 AM, frecuencia devuelta al estado a través del Ministerio de las TIC.
- Santa Marta 1350 AM, (Compartida con La Cariñosa).
- Sogamoso 1200 AM, años después pasó a 1440 AM y finalmente la frecuencia devuelta al estado a través del Ministerio de las TIC.
- Tulúa 1560 AM, (Compartida con La Cariñosa).
- Zipaquirá 96.3 FM Antena 2 Plus , En 2014 Durando un año vuelve a se Amor Stereo.